# Estrutura trófica
A estrutura trófica, baseia-se nas relações alimentares entre as várias espécies constituintes da comunidade. A estrutura trófica da comunidade determina a passagem de energia e nutrientes das plantas e de outros seres fotossintétizantes para qualquer ser vivo que necessite de sexo e assim sucessivamente pra qualquer outro ser vivo que se alimente de outros seres mortos.